# Voice from the Stone
Voice from the Stone es una película de 2017 del género drama dirigido por Eric Dennis Howell y protagonizado por Emilia Clarke, Marton Csokas, Caterina Murino, Edward George Dring, Remo Girone y Lisa Gastoni.

## Sinopsis
Tras morir su madre Malvina, su joven hijo Jakob decide no hablar con nadie. Sin embargo, una enfermera llamada Verena intentará ocupar el lugar de la difunta madre para hacerlo hablar.

## Reparto
- Emilia Clarke como Verena.
- Marton Csokas como Klaus Rivi.
- Caterina Murino como Malvina Rivi.
- Edward George Dring como Jakob Rivi.
- Remo Girone como Alessio.
- Lisa Gastoni como Lilia.